# Бернадський Віталій Олегович
Віталій Олегович Бернадський (нар. 17 жовтня 1994, Чернівці, Україна) — український шахіст, гросмейстер (2014).
Його рейтинг станом на червень 2023 року — 2553 (356-те місце у світі, 22-ге — в Україні).

## Життєпис
Народився 17 жовтня 1994 року в Чернівцях, Україна.
У 1999 році почав захоплюватися шахами. З 2000 по 2004 рік відвідував ДЮСШ № 1 в Чернівцях.
У 2008 році став учнем заслуженого тренера України Володимира Грабінського.

## Досягнення
- Чемпіонат «Юні зірки світу» (6-те місце, Росія, 2010 рік)
- Міжнародний шаховий турнір (1-е місце, Румунія, Бухарест, 2010 рік)
- Змагання серед юнаків до 20 років на Брезова-Open (2-е місця, Словаччина, 2010 рік)
- Змагання серед юнаків до 20 років на Міжнародному Open-турнірі (3-є місце, Франція, 2011 рік)
- Міжнародний турнір (1-е місце, ID Young Masters, Німеччина, 2011 рік).
- Міжнародний турнір (1-2-е місця, XXXI International Chess Open Roquetas de Mar 2020 , Рокетас-де-Мар, Іспанія, січень 2020 року)[2].
- Міжнародний турнір (1-е місце, 11. Pfalz-Open A, Нойштадт, Німеччина, лютий 2020 року)[3].

## Результати виступів у чемпіонатах України
Віталій Бернадський зіграв у 4-х фінальних турнірах чемпіонатів України, набравши при цьому 20 очок з 38 можливих (+11-9=18).
| Рік  | Місто    | Турнір                 | + | − | = | Результат | Місце |
| ---- | -------- | ---------------------- | - | - | - | --------- | ----- |
| 2017 | Житомир  | 86-й чемпіонат України | 3 | 1 | 7 | 6½ з 11   | 4     |
| 2018 | Київ     | 87-й чемпіонат України | 2 | 3 | 4 | 4 з 9     | 7     |
| 2019 | Луцьк    | 88-й чемпіонат України | 1 | 3 | 5 | 3½ з 9    | 8     |
| 2020 | Омельник | 89-й чемпіонат України | 5 | 2 | 2 | 6 з 9     | 5     |